# Ruột
Ruột là cơ quan tiêu hóa đưa thức ăn từ dạ dày đến hậu môn.

## Phân loại
1. Ruột non: cơ quan tiêu hóa sau dạ dày và trước ruột già.
2. Ruột già: cơ quan tiêu hóa sau ruột non và gần hậu môn.
3. Ruột thừa: phần ruột thừa nằm ở phần đầu ruột già.
4. Ruột thẳng (Trực tràng): phần tiếp giáp giữa ruột già và hậu môn.